# Квинт Цедиций Ноктуа
Квинт Цедиций Ноктуа (на латински: Quintus Caedicius Noctua) e политик на Римската република през първата трета на 3 век пр.н.е.
Произлиза от фамилията Цедиции и е син на Квинт и вероятно брат на Гай Цедиций, който командва конницата в битката при Аквилония през 293 пр.н.е. 
През 289 пр.н.е. той е консул с Марк Валерий Максим Корвин. През 283 пр.н.е. става цензор и напуска по непознати причини.
Неговият син Квинт Цедиций е консул през 256 пр.н.е.